# Union nationale des bibliophiles
L'Union nationale des bibliophiles (UNB), dont la dénomination complète est « Association à but non lucratif Union nationale des bibliophiles » (en russe : Некоммерческое партнерство Национальный союз библиофилов), est un organisme de droit privé réunissant bibliophiles et collectionneurs de livres établis en Russie. Elle a été enregistrée et a, par suite, acquis la personnalité morale le 10 décembre 2010.

## Historique
L'histoire de l'UNB commence en 1990, lorsque quelques bibliophiles créent l'Organisation des bibliophiles russes (OBR) (en russe : Организация российских библиофилов (ОРБ)), une structure informelle qui réunit rapidement une centaine d'amoureux des livres anciens ou rares.
En 2010, forts du succès constant après vingt ans d'existence (l'OBR a organisé plus de dix expositions et a édité plus de deux cents ouvrages), et souhaitant développer plus encore leurs activités, les membres de l'OBR décident de se structurer plus formellement et de créer un organisme juridiquement autonome, savoir l'Association à but non lucratif « Union nationale des bibliophiles », aux fins de reprendre et développer l'activité de l'Organisation des bibliophiles russes. Aussi, les membres se sont-ils réunis le 22 octobre 2010 à Moscou au musée littéraire d’État (28 Petrovka oulitsa, Moscou) pour tenir l'assemblée constitutive de l'Union nationale des bibliophiles organisme à but non lucratif, mais doté de la personnalité.
Le 28 janvier 2011, l'UNB tient à Moscou sa première assemblée générale et élit à bulletin secret un conseil d'administration comprenant cinq membres. L'éminent bibliophile et chercheur dans la culture du livre moscovite, chef de l'agence fédérale pour la presse et les moyens de communication de masse de la fédération de Russie, Mikhaïl Seslavinski est élu à l'unanimité président du conseil d'administration,.
L'UNB compte près d'une centaine de membres.

## Membres connus
- Pavel Goussev, rédacteur en chef du journal Moskovsky Komsomolets (en russe : Московский комсомолец) et chef de l'Union des journalistes de Moscou
- Alexander Sigov, académicien de l'Académie des sciences de Russie
- Konstantïn Lvovich Ernst, producteur, directeur-général de Perviy Kanal (en russe : Первый канал) première et principale chaîne de télévision de Russie
- Villy Pétritzky, spécialiste des cultures et l'un des pères du mouvement bibliophile russe
- Lev Mnukhin, chercheur et spécialiste de la poétesse Marina Tsvetaeva et de l'histoire de l'émigration russe
- Yuri Rostovtsev, rédacteur en chef du mensuel Méridien Studenchesky (Méridien de l'étudiant)
- Olga Tarakonova, professeur, auteur de l'unique ouvrage russe sur les livres anciens
- Mikhail Afanassiev, directeur de la bibliothèque historique publique d'État de Russie

## Activités
Les activités de l'UNB visent à :
- rassembler les personnes intéressées par la bibliophilie,
- réunir et à diffuser des informations sur le mouvement bibliophile russe,
- développer l'intérêt pour le livre de collection russe,
- vulgariser les méthodes et techniques de sauvegarde et de collection de livres.

Sous l'égide de l'UNB, sont régulièrement organisés ou réalisés :
- des conférences scientifiques internationales « Bibliophilie et collections privées » (2011, 2013)[5] ;
- des tirages spéciaux ou en nombre limité de travaux à caractère purement bibliophile (monographies, revues, plaquettes des réunions de l'UNB, catalogues d'exposition, albums, etc.) ;
- des expositions à thème.

L'UNB profite de chaque assemblée annuelle pour organiser des tables rondes autour d'événements historiques importants. Ainsi, par exemple : 
- 2012 : 200e anniversaire de la Guerre patriotique de 1812 (Lutte contre l'invasion de la Russie par les troupes de Napoléon),
- 2013 : 400e anniversaire de la Maison Romanov,
- 2014 : 125e anniversaire de la naissance de la poétesse russe Anna Akhmatova (1889-1966), etc.

Depuis 2013, l'UNB, en coopération avec la revue russe de bibliophilie Pro knigi (À propos de livres) (en russe : Про книги .Журнал библиофила), organise la remise annuelle du prix N. Smirnov-Sokolski aux meilleures contributions personnelles au développement de la bibliophilie en Russie. L'UNB participe régulièrement aux expositions et foires nationales et internationales sur le livre et à cette occasion permet aux bibliophiles et collectionneurs internationaux de connaitre ses travaux et, le cas échéant, la possibilité d'acquérir ou de souscrire aux tirages spéciaux ou en nombre limité des travaux réalisés par l'UNB.

## Clubs
Les membres de l'UNB participent également aux travaux de plus de 10 clubs de bibliophilie établis dans diverses villes de Russie, en Ukraine ou en Israël, portant sur des activités de recherche sur les principes et l'histoire des livres rares.
A Moscou, animé par Mikhaïl Seslavinski, le club La Ruche des bibliophiles (en russe : Библиофильский улей) est très actif.
Les réunions sont consacrés à l'histoire de la bibliophilie russe (y compris les exceptionnelles collections anciennes encore existantes), à l'art du livre et de la reliure.
Mis à part les bibliophiles, les participants aux réunions les plus assidus sont les responsables de bibliothèques ou de musées, des antiquaires ou des collectionneurs.
Certaines réunions sont organisées conjointement avec les plus grands musées et bibliothèques russes dont le musée d'État sur la littérature, la bibliothèque d'État de Russie, la bibliothèque historique publique d'État de Russie, le musée national Alexandre Pouchkine, le musée Anna Akhmatova à Fountain House (Fontanny Dom) et d'autres.
En 2012-2013, et pour la première fois dans l'histoire de la bibliophilie russe, les clubs de Moscou et de Saint-Pétersbourg ont organisé des réunions conjointes.
Chaque réunion mensuelle est également l'occasion d'exposer ou de présenter le jour même des travaux imprimés rares provenant des collections des membres. De 2011 à 2013, réunions et travaux ont donné lieu au tirage de plaquettes illustrées (20-45 pages chacune) qui contenaient les éléments essentiels des présentations effectuées. Depuis 2014, les informations sont rapportées dans le magazine du club Vestnik bibliophila (Héraut du bibliophile) (en russe : Вестник библиофила) qui a commencé à paraître au début de l'année.